# Speluzzi
Speluzzi es una localidad argentina de la provincia de La Pampa, dentro del departamento Maracó. Su zona rural se extiende también sobre el departamento Trenel.

## Población
Contó con 367 habitantes (Indec, 2010), lo que representó un incremento del 42% frente a los 258 habitantes (Indec, 2001) del censo anterior.
El censo nacional 2022 arrojó 789 habitantes y 469 viviendas. Esto la situó como la comisión de fomento más poblada de la provincia.
| Gráfica de evolución demográfica de Speluzzi entre 1991 y 2022 |
|                                                                |
| Fuente: Censos nacionales del INDEC                            |

## Accesos
Se accede por la ruta provincial 101 desde la ciudad de General Pico, la cual se encuentra a 15 km hacia el sudeste. Se encuentra a 152 km de la ciudad de Santa Rosa.